# Норвезький банк
Норвезький банк (норв. Norges Bank) — центральний банк Норвегії.

## Історія
У 1695 році випущені перші норвезькі банкноти, право випуску яких було дане королем торговцеві з Бергена Й. Молену (Jørgen thor Møhlen), згодом збанкрутілому. Ці банкноти були законним платіжним засобом на невеликій частині території Норвегії.
У 1736 році заснований Дансько-Норвезький асигнаційно-вексельний банк (Assignations-, Vexel- og Laanebanken), що називався також Курантбанк (Courantbanken) — приватний банк під королівським контролем, що отримав право випуску банкнот. У 1745 році банк припинив розмін банкнот на срібло.
У 1791 році заснований Дансько-Норвезький спесиебанк (Den Danske og Norske Speciebank), в Норвегії відкрито три його відділення.
5 січня 1813 року створений Ріксбанк (Rigsbanken), що отримав право випуску банкнот.
14 червня 1816 року прийнятий акт парламенту про створення Норвезького банку. Банк почав операції в січні 1817 року.
З 1940 Норвезький банк знаходився в еміграції у Лондоні, золотий запас був вивезений до Великої Британії, США та Канади. Відділення банку на території Норвегії працювали під контролем окупаційних властей.
У 1949 році Норвезький банк перетворений в компанію з обмеженою відповідальністю.